# 永順県
永順県（えいじゅん-けん）は湖南省湘西トゥチャ族ミャオ族自治州に位置する県。
洞庭湖へ向かう沅江の支流の酉水が流れる。

## 行政区画
- 鎮：首車鎮、芙蓉鎮、永茂鎮、小渓鎮、青坪鎮、石堤鎮、万坪鎮、塔臥鎮、砂壩鎮、霊渓鎮、松柏鎮、沢家鎮
- 郷：両岔郷、西歧郷、対山郷、高坪郷、朗渓郷、潤雅郷、車坪郷、毛壩郷、万民郷、塩井郷、顆砂郷